# Ropica albostictipennis
Ropica albostictipennis är en skalbaggsart som beskrevs av Stefan von Breuning 1949. Ropica albostictipennis ingår i släktet Ropica och familjen långhorningar. Inga underarter finns listade i Catalogue of Life.